# 布津駅
布津駅（ふつえき）は、長崎県南島原市布津町貝崎にあった島原鉄道島原鉄道線の駅（廃駅）である。

## 歴史
- 1922年（大正11年）4月22日：口之津鉄道の駅として開業。
- 1943年（昭和18年）7月1日：会社合併により、島原鉄道の駅となる。
- 1964年（昭和39年）9月1日：業務委託化。
- 1984年（昭和59年）10月1日：貨物営業廃止。
- 1985年（昭和60年）7月：新駅舎竣工。
- 2000年（平成12年）4月1日：業務委託廃止により無人化[1]。
- 2008年（平成20年）4月1日：島原外港 - 加津佐間の廃線により、廃駅となる。

## 駅構造
相対式ホーム2面2線を有する地上駅。線路を横断して二つのホームを結ぶ通路が設けられている。東側のホームに接して駅舎が置かれ、西側のホームには待合所が設置されている。廃止時は無人駅だった。

## 利用状況
営業最終年度である2007年度の年間乗車人員は18,873人、降車人員は18,065人であった。
| 年度               | 年間 乗車人員 | 年間 降車人員 |
| ------------------ | ------------- | ------------- |
| 1997年（平成09年） | 18,847        | 17,757        |
| 1998年（平成10年） | 20,426        | 19,727        |
| 1999年（平成11年） | 19,546        | 18,872        |
| 2000年（平成12年） | 16,870        | 17,157        |
| 2001年（平成13年） | 17,975        | 17,404        |
| 2002年（平成14年） | 24,594        | 24,070        |
| 2003年（平成15年） | 27,119        | 26,839        |
| 2004年（平成16年） | 22,757        | 21,626        |
| 2005年（平成17年） | 18,077        | 17,017        |
| 2006年（平成18年） | 16,428        | 15,202        |
| 2007年（平成19年） | 18,873        | 18,065        |

## 駅周辺
住宅が多い。海が近い。また付近の住宅地に独特な警報音の239号踏切がある。
国道251号に出て加津佐側に少し歩くと公衆便所があり、さらに歩くと坂の上にヤマザキショップがある。
- 南島原市立布津小学校
- 南島原市立布津中学校
- 円通寺
- 南島原市 布津総合支所（旧・布津町役場）
- 国道251号

## 隣の駅
島原鉄道
島原鉄道線
布津新田駅 - 布津駅 - 堂崎駅